# Long Road Out of Eden
Long Road Out of Eden je sedmé studiové album americké skupiny Eagles, vydané v říjnu roku 2007. Jde o první studiové album kapely od roku 1979, kdy vyšla deska The Long Run. Na produkci desky se kromě jiných podílel také Bill Szymczyk, který s kapelou spolupracoval již v minulosti. V hitparádě Billboard 200 se deska umístila na první příčce a stala se multiplatinovou. Jde o dvojalbum.

## Seznam skladeb
1. „No More Walks in the Wood“ – 2:00
2. „How Long“ – 3:16
3. „Busy Being Fabulous“ – 4:20
4. „What Do I Do with My Heart“ – 3:54
5. „Guilty of the Crime“ – 3:43
6. „I Don't Want to Hear Any More“ – 4:21
7. „Waiting in the Weeds“ – 7:46
8. „No More Cloudy Days“ – 4:03
9. „Fast Company“ – 4:00
10. „Do Something“ – 5:12
11. „You Are Not Alone“ – 2:24
12. „Long Road Out of Eden“ – 10:17
13. „I Dreamed There Was No War“ – 1:33
14. „Somebody“ – 4:09
15. „Frail Grasp on the Big Picture“ – 5:46
16. „Last Good Time in Town“ – 7:07
17. „I Love to Watch a Woman Dance“ – 3:16
18. „Business as Usual“ – 5:31
19. „Center of the Universe“ – 3:42
20. „It's Your World Now“ – 4:22

## Obsazení
Eagles
- Glenn Frey – kytara, klávesy, baskytara, zpěv
- Don Henley – bicí, perkuse, kytara, zpěv
- Timothy B. Schmit – baskytara, zpěv
- Joe Walsh – kytara, klávesy, zpěv

Ostatní hudebníci
- Steuart Smith – kytara, klávesy, mandolína
- Scott Crago – bicí, perkuse
- Richard F.W. Davis – klávesy, programování
- Michael Thompson – klávesy, akordeon, pozoun
- Will Hollis – klávesy
- Al Garth – saxofon, housle
- Bill Armstrong – trubka
- Chris Mostert – saxofon
- Greg Smith – saxofon
- Greg Leisz – pedálová steel kytara
- Lenny Castro – perkuse
- Luis Conte – perkuse